# Kemp-Stachelmaus
Die Kemp-Stachelmaus (Acomys kempi) ist ein im östlichen Afrika verbreitetes Nagetier in der Gattung der Stachelmäuse. Die Population wurde noch bis in die 1990er Jahre in die Feuerrote Stachelmaus (Acomys ignitus) oder die Ägyptische Stachelmaus (Acomys cahirinus) eingeordnet.

## Merkmale
Diese kleine Stachelmaus erreicht eine Kopf-Rumpf-Länge von 95 bis 110 mm und eine Schwanzlänge von 82 bis 106 mm. Gewichtsangaben fehlen und die Hinterfüße sind etwa 15 mm lang. In das raue Fell der Oberseite sind von der Rückenmitte bis zum Hinterteil Stacheln eingemischt, die bis 10 mm lang sein können. Die Färbung oberseits ist orange- bis gelbbraun, da der hellgraue Abschnitt der Haare an der Wurzel nicht sichtbar ist. Es besteht eine deutliche Grenze zur reinweißen Unterseite. Weiß sind zusätzlich, die Lippen, das Kinn, die Kehle und die Brust. Ansonsten ist der Kopf überwiegend wie die Oberseite gefärbt. Auf dem Schwanz sind unscheinbare Borsten vorhanden, die oberseits schwarz und unterseits weiß sind. Die Schuppen des Schwanzes sind oben graubraun und unten weiß. Vor den Ohren und Augen sind kleine weiße Flecken vorhanden. Die Feuerrote Stachelmaus ist rötlicher und hat einem im Verhältnis zum Körper kürzeren Schwanz. Bei der Wilson-Stachelmaus (Acomys wilsoni) überwiegen zimtbraune Farbtöne.

## Verbreitung und Lebensweise
Die Kemp-Stachelmaus bewohnt Kenia etwa ab der Landesmitte nach Osten, den äußersten Süden von Äthiopien, das südliche Somalia und vermutlich nordöstliche Bereiche von Tansania. Sie lebt im Flach- und Hügelland bis 700 Meter Höhe. Als Habitat dienen trockene Savannen und felsige Gebiete.
Pro Wurf werden ein oder zwei Jungtiere geboren. Weitere Angaben zum Verhalten fehlen.

## Gefährdung
Die IUCN listet die Art aufgrund fehlender Bedrohungen und einer geschätzt großen Gesamtpopulation als nicht gefährdet (least concern).